# Електричні скати (родина)
Електричні скати (Torpedinidae) — родина скатів з ряду Електричні скати. Включає 2 роди та 23 види. Інша назва гнюсові скати.

## Опис
Загальна довжина представників цієї родини коливається від 15 до 180 см. Голова має овальну форму, широка й сплощена. Очі невеликі, добре розвинені. Рот широкий, має вигнуту форму. Передні носові клапани короткі, поєднані між собою. Кількість зубів сягає 20-75 в рядку. Зяброві промені відсутні. Тулуб майже дископодібний. Плавники на груді великі, біля них розташовані електричні органи, що мають бобоподібну форму. Черевні плавники — короткі. Хвіст короткий, проте сильний, плавники на хвості великі й більше за спинний.
Ці скати мають чорне, сіре, коричневе забарвлення, є види строкаті, плямисті.

## Спосіб життя
Деякі види мешкають на доволі великих глибинах — від 600 до 1200 м. Полюбляють моря з поміркованих та тропічним кліматом. Значну частину життя проводять біля дна, тримаються піщаних та мулових ґрунтів. Живляться рибою та безхребетними. Паралізують здобич за допомогою електричних розрядів — від 60 до 230 вольт.
Це яйцеживородні скати. Виношують ембріонів протягом 1 року. Під час ембріонального розвитку на ранній стадії зародки мають вільні грудні плавці, що не зрослися з тулубом.

## Розповсюдження
Мешкають в Атлантичному океані.

## Роди та види
- Рід Torpedo  Duméril, 1806
  - Torpedo adenensis  Carvalho, Stehmann & Manilo, 2002
  - Torpedo alexandrinsis  Mazhar, 1987
  - Torpedo andersoni  Bullis, 1962
  - Torpedo bauchotae  Cadenat, Capape & Desoutter, 1978
  - Torpedo californica  Ayres, 1855
  - Torpedo fairchildi  Hutton, 1872
  - Torpedo fuscomaculata  Peters, 1855
  - Torpedo marmorata  Risso, 1810
  - Torpedo microdiscus  Parin & Kotlyar, 1985
  - Torpedo panthera  Olfers, 1831
  - Torpedo puelcha  Lahille, 1926
  - Torpedo semipelagica  Parin & Kotlyar, 1985
  - Torpedo sinuspersici  Olfers, 1831
  - Torpedo suessii  Steindachner, 1898
  - Torpedo torpedo  Linnaeus, 1758
- Рід Tetronarce  Gill, 1862
  - Tetronarce cowleyi  Ebert, Haas & de Carvalho, 2015
  - Tetronarce formosa  Haas & Ebert, 2006
  - Tetronarce mackayana  Metzelaar, 1919
  - Tetronarce macneilli  Whitley, 1932
  - Tetronarce nobiliana  Bonaparte, 1835
  - Tetronarce peruana  Chirichigno F., 1963
  - Tetronarce tokionis  Tanaka, 1908
  - Tetronarce tremens  de Buen, 1959